# Liste des bateaux français inscrits à Brest 2004
Liste, non exhaustive, des bateaux  français inscrits à Brest 2004 (Fêtes maritimes de Brest) présents en rade de Brest et à la parade maritime de Douarnenez du 10 au 16 juillet.

## Marine nationale
- Primauguet (D644) : Frégate anti-sous-marine -139 m - (1984)

Voilier-école :
- Belle Poule : goélette à huniers - 37,5 m - (1932)
- Étoile : goélette à huniers - 37,5 m - (1932)
- La Grande Hermine : yawl - 18 m - (1932)
- Mutin : dundee - 33 m - (1927)

## Service
- Abeille Flandre : remorqueur de haute mer - 68 m - (1978)
- Buffle : remorqueur - 32 m - (1980)
- Kéréon (A679) [1] : remorqueur portuaire - 25 m - (1992)
- Mengam (Y640) [2] : remorqueur portuaire - 25 m - (1994)

## Voiliers traditionnels
| - André-Yvette : sloop à tapecul - 27 m - (1935) - Albarquel : ketch aurique - 25 m - (1957) - Ar Jentilez : flambart (réplique) - 1 m - (1992) - Babar : cotre aurique (réplique) - 15 m - (1981) - Belem : trois-mâts barque - 58 m - (1896) - Bel Espoir II : goélette à trois mâts - 38,5 m - (1944) Classé MH (1993) - Belle-Étoile : dundee (réplique) - 29 m - (1938) - Belote et Re : cotre aurique (ancien chalutier-thonier) - 25 m - (1957) - Charles Marie : cotre aurique - 24 m - (1968) - Corentin : lougre chasse-marée - 32 m - (1992) - Dalh-Mad : sloop de bornage(réplique) - 17 m - (1992) - Étoile Polaire : Ketch aurique - 33 m - (1916) - Étoile Molène : dundee-thonier - 35 m - (1954) - Fleur des Ondes : dundee-langoustier - 25 m - (1953) - Fleur de Mai : gabare-sablière - 28 m - (1950) - Frya : goélette à 3 mâts et hunier - 28 m - (1907) - Holl Avel : cotre (réplique) - 11 m - (1958) | - La Cancalaise : bisquine(réplique) - 32 m - (1990) - La Granvillaise : bisquine(réplique) - 30 m - (1987) - La Recouvrance : aviso-goélette - 42 m - (1991) - Le Grand Lejon : lougre (réplique) - 20 m - (1992) - Le Renard : cotre à huniers(réplique) - 30 m - (1991) - Marie-Claudine (BR787127Y) :chaloupe non pontée à 2 mâts (réplique) - 9,6 m - (1992) - Marie-Fernand : cotre pilote - 15 m - (1894) - Marité : trois-mâts goélette - 45 m - (1923) - Nébuleuse : dundee-thonier - 32 m - (1949) - Notre Dame des Flots : ketch - 28,5 m - (1942) - Notre Dame de Rumengol : gabare - 22 m - (1945) Classé MH (1991) - Popoff : ketch - 22,5 m - (1946) - Rara-Avis : goélette à trois mâts - 38,5 m - (1957) - Seiz Avel cotre langoustier (réplique) - 13,50 m - (1984) - Tante Fine : dundee-langoustier - 26 m - (1961) - Vieux Copain : cotre - 29 m - (1940) |

## Voiliers classiques et compétition
| - Joshua : ketch bermudien - 16 m - (1962) Classé MH (1993) - Khayyam : cotre bermudien - 18,35 m - (1939) Classé MH (1995) - Kurun : cotre de plaisance - 13 m - (1948) Classé MH (1993) - Lady Maud : cotre - 15,15 m - (1907) - Maïta : yacht (réplique 1899) - 8,16 m - (1995) - Nan of Fife : yacht (plan Fife) - 24,95 m - (1896) - Orange II : maxi-catamaran - 36,8 m - (2003) - Pen Duick : cotre aurique - 15 m - (1898) - Pesa(05) : yacht - 19,5 m - (1911) - Viola : cotre (plan Fife) - 16,25 m - (1908) Classé MH (1993) |

## Yole
- 30 yoles (type 1796) du concours du magazine Chasse Marée Défi jeunes marins 2000 [11].

- Aliénor de Jalles [12] : Yole de Ness - 6,90 m - (1994)
- Audouce : Yole de Bantry - 11,64 m - (2000)
- Fille de Loire [13] : Yole de Bantry - 11,6 m - (1986)
- Fraternité : yole de Bantry (réplique) - 11,64 m - (1986)

## Divers
- Aimée-Hilda : ancien SNSM - 11,50 m - (1949)
- Stereden va Bro : ketch (ancien chalutier-thonier) - 20 m - (1954)